# Grand Theft Auto: Vice City Stories
Grand Theft Auto: Vice City Stories es el décimo videojuego desarrollado por Rockstar Leeds y Rockstar North, y publicado por Rockstar Games. La décima entrada de la serie Grand Theft Auto, el juego fue lanzado inicialmente como una exclusiva de PlayStation Portable en octubre de 2006. En marzo de 2007 se lanzó un puerto PlayStation 2. Ambientado dentro de la ficticia Vice City (basada en Miami) en 1984, el juego es una precuela de Grand Theft Auto: Vice City de 2002 (asedisentada en 1986) y sigue las hazañas del ex soldado Victor "Vic" Vance, un personaje menor que apareció originalmente en dicho juego. La historia se centra en los intentos de Vic de construir un imperio criminal junto a su hermano Lance. Con la intención inicial de recaudar dinero para la medicación de su hermano enfermo Pete, Vic entra en conflicto con bandas rivales, narcotraficantes y otros enemigos.
Además de los elementos de juego tradicionales y las misiones secundarias de la serie, el juego cuenta con un sistema único de construcción de imperios, en el que los jugadores deben expandir su sindicato criminal desde cero al hacerse cargo de los negocios de organizaciones rivales y completar misiones específicas para cada uno de ellos para aumentar sus ingresos y desbloquear recompensas adicionales. Al igual que su predecesor, Grand Theft Auto: Liberty City Stories, la versión PSP del juego incluye un modo multijugador a través de una red inalámbrica ad hoc, que permite que hasta seis jugadores participen en varios modos de juego diferentes.
Vice City Stories recibió críticas generalmente positivas de los críticos, y ha vendido más de 4,5 millones de copias a partir de marzo de 2008, lo que lo convierte en la segunda juego PSP más vendido de todos los tiempos, después de Liberty City Stories. El siguiente juego de la serie fue Grand Theft Auto IV, que se lanzó en abril de 2008.

## Resumen del argumento
La historia se desarrolla en 1984, dos años antes de los acontecimientos de Grand Theft Auto: Vice City. Victor Vance es un estadounidense de ascendencia dominicana que decidió alistarse en el Ejército de los Estados Unidos para poder pagar el costoso tratamiento de su hermano Pete, el cual está enfermo de asma. Victor se encuentra establecido en la base militar de Fort Baxter en Vice City, donde su oficial superior, el sargento Jerry Martínez, un oficial corrupto, obliga a Vic a hacer diversos trabajos para él, entre los cuales están ayudarle a conseguir un alijo de marihuana que Victor esconde en su barraca, un dinero de una venta clandestina de armas para Jerry, en donde Victor conoce a Phil Cassidy, un veterano del ejército sumamente inestable y un traficante de armas que tiene problemas de alcoholismo con el cual Victor hará algunos trabajos posteriormente; y finalmente, Jerry le ordena a Vic traerle una prostituta de Starfish Island, siendo en este momento cuando se descubre el alijo de ?marihuana oculto en su barraca y se entera de que Jerry lo inculpa de todo para salvarse. 
Ante esto, Victor es expulsado del ejército mediante la baja deshonrosa y, sin empleo, es contactado por Phil quien le ayudará a establecerse en la ciudad. No mucho tiempo después, ambos son nuevamente contactados por Jerry, quien les ordena hacer un par de trabajos para él, siendo una trampa con la cual buscaba matarlos a ambos. Aunque los dos salen ilesos, Phil se ve obligado a abandonar la ciudad. 
Tiempo después, Vic conoce a la organización criminal Trailer Park Mafia y a su líder, Marty Jay Williams, así como a su esposa, Louise Cassidy, quien es la hermana de Phil, y a su bebé Mary-Beth las cuales sufren los continuos abusos domésticos de Marty. Louise y Vic comienzan a relacionarse lo que provoca que Marty, encolerizado pensando que su mujer lo estaba engañando, golpee a Louise y la secuestre para volverla una prostituta. Victor, al enterarse gracias a Mary-Jo, otra de las hermanas de Phil, enfurece y busca a Louise logrando rescatarla y, de paso, acaba con la vida de Marty. 
Luego de lo ocurrido, y aconsejado por Louise, Vic se adueña de la organización de Marty renombrándola "Organización criminal Vance" y posteriormente recibe aunque no muy gratamente la llegada de su hermano Lance a Vice City. A medida que Victor expande la influencia de la organización en la ciudad, Lance es el encargado de negociar diversos tratos. Es en medio de esto cuando ambos hermanos conocen a la banda criminal de cubanos dirigida por Umberto Robina, quien era el mentor de Marty a quien Victor tendrá que ayudar para librarse de la influencia de los Cholos, una banda de mexicanos con la cual Victor tuvo numerosos enfrentamientos haciendo que su influencia desaparezca de Vice City. 
Luego de esto, Lance consigue hacer tratos con un traficante llamado Bryan Forbes, el cual posteriormente descubren que es un agente encubierto de la DEA a quien ambos hermanos secuestran e interrogan, llevándolos a diferentes trampas de las cuales salen librados. No obstante, Bryan intenta escapar, por lo que Vic se ve forzado a matarlo.
Después de este suceso, los hermanos Vance roban un cargamento de droga, sin saber que era propiedad de los hermanos Armando y Diego Méndez, dos poderosos narcotraficantes mexicanos de alta influencia en la ciudad. Los Méndez buscan a los dos hermanos para interrogarlos y Lance desesperado, afirma que Jerry Martínez, quien es uno de sus clientes habituales, es un agente encubierto de la DEA que busca evidencia para arrestarlos a los dos y que él fue quien robó su cargamento de cocaína. Víctor se ve forzado a fotografiar a Jerry que estaba hablando con un agente de protección de testigos. Para mantener la paz con los Méndez, Vic se ve forzado a realizar diversos trabajos para ambos. 
Posteriormente, por medio de los Méndez, Vic es presentado al director de cine Reni Wassulmaier, un transexual que le pide a Vic que ayude a su amigo, el promotor Barry Mickelthwaite, para que el cantante Phil Collins, quién dará un concierto en la ciudad, llegue al mismo sin ser lastimado al protegerlo de sicarios enviados por la familia Forelli a matarlo, ya que Barry les debe dinero. Gracias a este trabajo, Barry les presenta a Ricardo Díaz, el más poderoso e influyente narcotraficante de Vice City con el cual ambos hermanos deciden hacer algunos trabajos, algo que a los Méndez no hace felices e intentan matar a los Vance, que salen librados de los diversos atentados en su contra. 
Posteriormente se deciden a colaborar con Ricardo Díaz el cual quiere librarse de los hermanos Méndez y para ello le pide a Victor que le ayude a destruir los bonos y títulos al portador que están en la mansión de los hermanos, llevándolos así a la bancarrota. En represalia por esto, los Méndez secuestran a Louise así como a Lance quien impulsivamente trata de rescatar a Louise por su cuenta. Victor asalta la mansión de los Méndez y finalmente rescata a Lance y mata a Armando, pero desgraciadamente, Louise es asesinada allí mismo. 
Enfurecido, Vic jura vengarse de Diego y Jerry, quienes lo llevaron hasta este punto. Vic se encuentra con Díaz por última vez, quien lo ayuda a rastrear a Diego. Luego roba un helicóptero del ejército de Fort Baxter con la ayuda de Phil, y lo usa para asaltar la fortaleza de Diego, pero se ve obligado a aterrizar en el edificio cuando le disparan al helicóptero. Vic allana varios pisos de oficinas y descubre que Martínez y Diego están en el techo. Después de un tenso enfrentamiento, Victor los mata a ambos, justo cuando Lance llega en su helicóptero. Los hermanos aceptan no volver a involucrarse en el negocio de las drogas y dejar Vice City para darle dinero a su hermano Pete para sus medicamentos. Sin embargo, Lance le dice a su hermano que han conseguido apoderarse de veinte kilos de cocaína propiedad de Díaz con los cuales pretenden retomar los negocios cuando sea el momento indicado sin saber lo que esto iba a desencadenar.

## Personajes principales
- Victor "Vic" Vance (1956-1986): Es el protagonista del juego. Es el hermano de Pete y de Lance Vance. Es un cabo que trabaja en la armada para poder pagar el tratamiento de su hermano Pete Vance, enfermo de asma. Un día, su superior (El Sargento Martínez) lo mandó por una prostituta. Tras eso, el sargento Martínez lo despidió y lo dejó sin trabajo. Tras eso, Víctor ira ganando respeto de sus aliados y será el amo de Vice City. Al principio viste con un traje de cabo militar, cuando es despedido viste una camisa azul con jeans y zapatillas, y más tarde, cuando se hace millonario con Lance viste con el traje elegante. Aparece como personaje recurrente en GTA: Vice City donde muere. Victor tiene un cierto parecido al actor, cantante de R&B, compositor, rapero, ex modelo y Vj de MTV Tyrese Gibson.

- Lance Vance (1954-1986): Es el hermano de Vic y de Pete Vance. Es un amante de la droga y el dinero, por lo que junto con Vic, roban un cargamento que le iban a dar a Jerry Martínez (que después resulta ser de los hermanos Méndez). Lance vende el cargamento haciendo que Víc y Lance sean millonarios. Tras ser más rico, Lance se vuelve más loco y adora más la droga, llegándole a tal punto de la locura. Tiene una personalidad algo inmadura. Viste con gafas, camiseta roja y jeans azules, y después, al hacerse millonario junto con su hermano, viste con un traje elegante y sin gafas. Aparece como personaje principal junto con Tommy Vercetti y, al igual que su hermano Victor Vance, muere en GTA: Vice City.

- Sargento Jerry Martínez (1944-1984): Es un militar corrupto que se encuentra inmerso en varios negocios sucios, sobre todo en el narcotráfico. Es un tipo no muy serio, más bien es bufonesco, y gracioso. Utiliza a Vic para sus fines desde el comienzo de la trama con nefastas consecuencias para este último, lo que lo convierte en uno de los principales villanos del juego. Al final del juego, Vic lo mata a él y a Diego Méndez matándolos a los dos en lo alto del edificio. Viste con uniforme de sargento del Ejército.

- Los hermanos Méndez: Los hermanos Méndez, Armando y Diego, son dos de los tres villanos principales en el juego. Parecen ser mexicanos. Señores poderosos de la droga, filosóficos, e incluso son llamados los padrinos de Vice City. Diego es el más tranquilo de los dos y solo habla español, mientras que el más carismático de los dos es Armando, y el que saca la "cara" del Cartel Méndez (el cartel de drogas más poderoso en Vice City). Reni implica que tuvo relaciones con Diego. Es muy probable que sean primos o parientes de T-Bone Méndez (personaje de Grand Theft Auto: San Andreas).

- Louise Cassidy-Williams (1960): Es la esposa de Marty, la hermana de Phil y amiga-novia de Vic. Un día al volver a la mansión que Vic y Lance poseían, Vic pregunta por Louise a lo que Lance contesta que no lo sabe. En eso llega la hermana de Louise, Mary-Jo Cassidy, diciendo que Armando Méndez se la ha llevado a su mansión. Los hermanos Vance deciden ir a rescatarla. Lance se adelanta para rescatarla mientras Vic se queda peleando con Armando. Tras derrotarle encuentra a Lance y a Louise tirados en el suelo, ignorando a Lance va a ver qué tal esta Louise, que ha sido disparada. Sus últimas palabras son: Dile a Mary-Jo que cuide a mi bebé. Viste con una camisa de tirantes rosa y pantalones cortos azules.

## Personajes secundarios
- Phil Cassidy: (1953) Es un traficante de armas pesadas y un amante de las Boomshine, bombas incendiarias hechas con licor. Es un gran amigo de Vic y le ayudará mucho a lo largo del juego. Suele vestir con una chaqueta negra y unos pantalones azules.

- Marty Jay Williams: (1941-1984) Es el jefe del Tráiler Park Mafia. Este personaje ayuda a Vic a conquistar negocios. Pero al final Vic se da cuenta de que Marty es un psicópata y que maltrata constantemente a Louise Cassidy, la hermana de Phil. Al final Vic lo mata para evitar que se lleve a Louise al prostíbulo. Suele vestir con una camiseta a cuadros rosas y unos vaqueros negros.

- Umberto Robina: (1944) Es el Jefe de los cubanos junto con su padre Alberto Robina. Necesitaba la ayuda de Vic para echar a los Cholos de Little Havana y Little Haití. En una misión, su padre Alberto quiere ir al café pero si se conduce rápido o le tirotean le sube el estrés y muere. Como sabían que los Cholos le iban a atacar, Umberto manda a Víctor a llevarle al café. Por suerte Vic consigue llevarle. Viste con un chaleco gris y unos vaqueros negros.

- Bryan Forbes: (1949-1984) Es un policía encubierto como un traficante. Intentaba vender droga a Lance, hasta que Lance se dio cuenta de que era policía y comenzó una persecución en la que Forbes es capturado. Se lo llevan a un piso de Little Haití para interrogarle. Lance y Vic le consiguen sacar información, pero las dos veces se trataban de trampas. Después Vic y Lance se dirigen al piso, pero descubren que Forbes se ha soltado y se estaba escapando. Vic lo persigue y lo mata. Viste con un traje blanco.

- González: (1937) Es un sicario del Coronel Cortez. González cita a Vic a una partida de golf en la que le va contando lo que pasa. Tras eso González va a traficar con un cliente y Vic lleva la camioneta para hacer el trato. Le tienden una emboscada, robándole el cargamento y drogando a Vic con la propia droga. Pero Vic consigue llevar el cargamento intacto de vuelta al garaje.

- Phil Collins: (1951) Es un cantante de la vida real recreado en el videojuego. Este cantante es llamado por Reni para dar un concierto una vez terminada su película. Vic se impresionó mucho al verle en persona. En el concierto viste con una camisa y unos pantalones a cuadros.

- Reni Wassulmaier: (1952) Es un productor de cine que necesita a Vic para ser el guardaespaldas de Phil Collins y para ser actor de su película. Su última aparición es cuando Vic lo lleva al hospital a cambiarse de sexo otra vez. Según ella, ha sido tres veces mujer y dos hombre. Lleva un traje rojo y una cinta negra para el pelo. Reni también se hace presente en Grand Theft Auto: Liberty City Stories, como DJ de la Emisora Flashback FM.

- Rícardo Díaz: (1942-1986) Al igual que los Méndez, Díaz es un narcotraficante millonario. Sus enemigos mortales son los Méndez. En una misión, los Méndez aceptan un robot diseñado por Díaz para robar su propia caja fuerte. Viste con una camisa hawaiana negra y pantalones negros.

## Modo Construcción
A este juego de la saga se le ha incorporado un modo construcción.
Para conseguir tener un gran imperio, lo principal es tener unos negocios de los que obtener el dinero suficiente para mantenerlo, por este motivo, para dar un mayor realismo al juego, se incluye un modo construcción, con él podremos obtener locales, y una vez el local sea nuestro, decidir qué construir en ese solar.
Para obtener un local donde poder emplazar nuestro negocio tenemos que haber superado la misión "Victor, victorioso" que nos dará Louise Cassidy-Williams. Una vez hayamos hecho esa misión tendremos a nuestro alcance la compra de locales. Cuando queramos ver qué locales hay, podremos hacerlo en el mapa, allí aparecerán todos los solares de Vice City, en posesión de quién están, qué negocio hay y el nivel de este. Para hacernos con un solar hay que atacarlo, para ello basta con destruir el vehículo que hay a la entrada de los negocios, en caso de que un negocio aparezca en el mapa con color verde, significará que este está en venta y no hace falta atacarlo.
Una vez tenemos el local a nuestra disposición deberemos elegir qué negocio construir (dependiendo del avance del juego se desbloquearán más negocios). Existen 6 tipos de negocios:
- Extorsión y protección
- Acaparamiento
- Prostitución
- Drogas
- Contrabando
- Robos

Todos los negocios tienen en común el nivel de importancia, hay tres niveles de importancia para los negocios:
1. Poca Monta: Es la construcción más básica (y barata) genera menos ingresos que el resto, para comenzar son muy necesarias.
2. Empresa Media: Esta construcción nos dará unos beneficios medios, en el comienzo del juego, una vez nos las podamos costear, es aconsejable tener unas 3 construcciones de este tipo.
3. Altos vuelos: Es la construcción más cara que hay, la más grande y por supuesto la que más beneficios nos otorgará. Cuando tengamos suficiente dinero, podremos convertir todo nuestro imperio en grandes negocios de altos vuelos.

Cuando elijamos el tipo de negocio y el nivel que queremos que tenga, deberemos esperar a que este esté terminado, bastará con alejarse del edificio hasta perderlo en el mapa o de vista.
Una vez que el edificio esté terminado, veremos que nuestra banda está por la zona protegiendo el edificio contra otras bandas, y que habrá un coche en la entrada, cuando nos ataquen, ese coche deberemos protegerlo, al igual que todo el edificio. Al entrar en el negocio podremos llevar a cabo tres acciones: guardar la partida, cambiar el negocio/repararlo o hacer misiones.
Cada tipo de negocio tiene sus propias misiones y estas se deberán de realizar para que tu respeto aumente y con él los beneficios del negocio.
Los 6 trabajos con sus respectivo número de misiones y en qué consistirán son los siguientes:
- Extorsión y protección: Deberemos visitar tiendas de Vice City y hacer ver a los dueños que están indefensos si no tienen nuestra protección. Trabajos a realizar: 15.

- Acaparamiento: Robaremos vehículos para nuestro negocio. Trabajos a realizar: 15.

- Prostitución: Nuestro objetivo es mantener a las chicas ocupadas con sus clientes, servir de transporte, protegerlas y asegurarnos de que reciben la recompensa por su trabajo. Trabajos a realizar: 15.

- Drogas: Deberemos comerciar con drogas, vender y comprar. Trabajos a realizar: 6.

- Contrabando: Realizaremos misiones en las que nuestra misión será la obtención de contrabando. Trabajos a realizar: 6.

- Robos: Robaremos furgones blindados, estos deberán ser atacados antes de que lleguen a su destino. Trabajos a realizar: 6.

En total existen 30 locales donde construir negocios.

### Misiones Secundarias
En este juego se añaden nuevas misiones secundarias, como son:
- Rescate aéreo: Consiste en utilizar una ambulancia aérea para recoger heridos y llevarlos al hospital.
- Golfería: Podremos practicar el golf, tras usar un indicador para dar con la fuerza deseada a la pelota, veremos si damos en una boya y obtener así puntos.
- Helicóptero de bomberos: manejaremos un armadillo, un helicóptero que al pulsar el círculo soltará agua sobre los incendios que necesitemos apagar.
- Turismo:  Cerca de la Feria de la zona Este hay un mapa para participar en varias carreras, al igual que en la tienda de automóviles en la primera isla.
- Vigilante de la Playa: Rescata a los bañistas tirándoles salvavidas, o recoger a un médico y curar a los heridos tirados en la playa, o bien usar un cierto vehículo rojo para tirar a los vándalos en moto ya sea chocando con ellos o matándolos con armas.

## Armas disponibles
Hay un total de diez ranuras que sirven para seleccionar las armas y otros objetos que se utilizan en el juego. En cada ranura sólo puede haber un objeto.
- Primera ranura: Manos: Puños, puño americano.
- Segunda ranura: Armas cuerpo a cuerpo: Bate de béisbol, porra, cuchillo mariposa, cuchillo, hacha, garfio de escalada, palo de golf, machete, katana, motosierra.
- Tercera ranura: Explosivos e Incendiarios: Cócteles molotov, granadas, bomba a control remoto.
- Cuarta ranura: Pistolas: Beretta M92F (9 mm), Equalizer (Colt Python con mira telescópica).
- Quinta ranura: Subfusiles: Scorpion (Skorpion vz. 61), Mac (Ingram MAC-10 con silenciador), micro-subfusil (UZI), subfusil (Heckler & Koch MP5).
- Sexta ranura: Escopetas: Escopeta de corredera, escopeta recortada, escopeta de combate SPAS 12.
- Séptima ranura: Fusiles de asalto: AK-47, M16.
- Octava ranura: Artillería pesada: Lanzallamas, lanzacohetes M72 LAW, Vulcan, M249.
- Novena ranura: Fusiles de francotirador: Fusil de francotirador M21, fusil de francotirador con mira láser (Dragunov SVD).
- Décima ranura: Otros: Cámara (sólo en unas misiones), prismáticos, detonador (usado con las bombas a control remoto).

## Multijugador
Al igual que su predecesor, el Grand Theft Auto: Liberty City Stories, este juego para PSP incluye un multijugador, para ello se necesita tener activado el interruptor WLAN y que haya mínimo otra persona con la PSP y el juego.
- Sobrevive en Vice City: Es el clásico Deathmacth, puede ser por equipos o todos contra todos.
- Asfalto en llamas: Es un modo de carreras, estas pueden ser:

1. Normal: Eligiendo entre los vehículos que se nos ponen.
2. Cuadratlon: Correremos una carrera variando entre ir por tierra, mar, y aire, y con diversos vehículos.
3. Moto de agua: Correremos en el mar con una moto de agua.

- Guerra de guerrillas: Puede elegirse entre Los cholos o Los cabrones, consiste en proteger nuestro vehículo del equipo contrario y atacarles nosotros.
- Esto me lo llevo: Consiste en robar el vehículo de la banda rival (por equipos)
- Traqueteo en tanque: Al igual que en el juego Grand Theft Auto: Liberty City Stories, deberemos hacernos con un tanque, si no lo conseguimos tendremos que destruirlo.
- Tu eres el siguiente: Aleatoriamente será elegido un jugador, todos los jugadores deberán ir a por él, y él se deberá defender.
- Roba coches por dinero: Se nos marcará en el mapa una situación y todos los jugadores deberán acudir a él para hacerse con un vehículo, tras conseguirlo se deberá llevar a un contenedor, donde dependiendo del estado del coche se nos dará una cantidad de dinero, gana el que antes consigue llegar a una cantidad estipulada anteriormente.
- Hambre de hunter: Como en Traqueteo en tanque, con la diferencia de que en vez de un Rhino jugaremos con un Hunter.
- La caída del imperio: Consiste en bombardear la base del enemigo y defender la nuestra (por equipos).
- Vip Rip: Se elige entre el equipo protector del Vip o el equipo que debe asesinarlo.

## Aparición en PS2
Tal y como ocurrió con Grand Theft Auto: Liberty City Stories, este juego para PSP también ha aparecido para PS2.
Con respecto al anterior tiene ciertas mejoras gráficas, aunque han borrado el multijugador en línea respecto a su versión de PSP.
Se han añadido nuevas misiones secundarias las cuales son:
- Fardando en el muelle
- Fardando en el parking
- Aprisa
- El cochecito leré
- Criminales con manguitos
- Memorial Hyman, o muere en el intento

También se añadieron 5 destrucciones y 6 saltos únicos nuevos.

## Emisoras de radio
En el juego, cada vez que el personaje entra a un vehículo (auto, helicóptero, lancha, motos, exceptuando bicicletas o vehículos de servicio público), se pueden escuchar distintas emisoras de radio, con música ambientada en la época. La programación de cada estación dura alrededor de 1 hora y el final de este ciclo horario se engancha con el principio del mismo. De modo que si uno se pusiera a oír 5 horas ininterrumpidas de una estación radial de este juego (por ejemplo, Espantoso) no habrá ningún momento silenciado.
Las estaciones radiales son:
- Flash FM
- V-Rock
- Paradise FM1 (Pre-Fever 105)
- Vice City Public Radio (VCPR)
- Vice City for lovers (VCFL)1
- The Wave 103
- Fresh 1051 (Pre-Wyldstyle)
- Radio Espantoso
- Emotion 98.3

Notas: 1 Esta estación no se encontraba en el GTA: Vice City. Para la versión PSP se le puede poner música personalizada.
Estas tres incorporaciones radiales se ven contrarrestadas por las aquí desaparecidas KCHAT (emisora radial con debates un tanto humorísticos), la disquera Fever 105 y la rapera Wildstyle.